# Pygora cyanea
Pygora cyanea är en skalbaggsart som beskrevs av Thierry Bourgoin 1918. Pygora cyanea ingår i släktet Pygora och familjen Cetoniidae. Inga underarter finns listade i Catalogue of Life.